# Aleksandr Vojtinskij
Aleksandr Vojtinskij (russisk: Алекса́ндр Серге́евич Войти́нский) (født 11. marts 1961 i Moskva i Sovjetunionen) er en russisk filminstruktør.

## Filmografi
- Black Lightning (Чёрная Молния, 2009)[1][2]
- Prizrak (Призрак, 2015)
- Ded Moroz. Bitva magov (Дед Мороз. Битва магов, 2016)